# ヌメア国際空港
ヌメア国際空港（ヌメアこくさいくうこう）、正式名称ヌーメア＝ラ・トントゥータ国際空港（ヌーメア＝ラ・トントゥータこくさいくうこう、フランス語: L'Aéroport International de Nouméa - La Tontouta、英語: Nouméa La Tontouta International Airport）は、ニューカレドニアのヌメア付近にある国際空港。

## 概要
ヌメアから北西に52kmにあるパイタ市ラ・トントゥータにある。ヌメア空港のターミナルの大規模な拡張は、数年の作業の後2012年に工事が完了した。
ヌメア市内へは公共バスはなく、タクシーもほぼ待機していないため、現地旅行会社か混乗バスの送迎を利用する。

## 就航航空会社

### 旅客便
| 航空会社             | 就航地 |
| -------------------- | --- |
| エアカラン           | メラネシア :ナンディ ポリネシア :オークランド、パペーテ、ウォリス島、フツナ島（ウォリス島経由） オーストラリア : ブリスベン、シドニー、メルボルン アジア： バンコク・スワンナプーム チャンギ |
| ニュージーランド航空 | オークランド |
| バヌアツ航空         | ルーガンビル、ポートビラ |
| カンタス航空         | ブリスベン、シドニー |
| エール・カレドニー   | ポートビラ |

日本へはエアカランが関西国際空港と成田国際空港へ乗り入れていたが大阪/関西線はコロナ禍により、成田線はヌメアで発生した暴動等による需要低迷により、現在は運休し、日本路線から撤退、日本支社も閉鎖された。

### 旅客便就航都市一覧
メラネシア
- フィジー : ナンディ
- バヌアツ : ポートビラ、ルーガンビル
- ソロモン諸島 : ホニアラ
- パプアニューギニア : ポートモレスビー

ポリネシア
- ニュージーランド : オークランド
- フランス領ポリネシア : パペーテ
- ウォリス・フツナ

オーストラリア
- オーストラリア : ブリスベン、シドニー、メルボルン

### 貨物便
| 航空会社          | 就航地       |
| ----------------- | ------------ |
| DHLアビエーション | オークランド |

## 過去に就航していた航空会社
- エールフランス
- エール・オーストラル[2012年3月24日まで運航]
  - パリ、サン＝ドニ、シドニー